# Abil
Abil (arab. آبل) – miejscowość w Syrii, w muhafazie Hims. W 2004 roku liczyła 2873 mieszkańców.